# Kiss or Kiss
Kiss or Kiss (KISS or KISS) è il quinto singolo della cantautrice giapponese Nana Kitade, pubblicato il 1º giugno 2005. Debuttò alla posizione numero 11 dell'Oricon. La canzone KISS or KISS è stata utilizzata come tema musicale del dorama Anego.

## Tracce
1. KISS or KISS
2. Chohatsu Girl (挑発ガール)
3. KISS or KISS (instrumental)